# Ḩeşārlū
Ḩeşārlū (persiska: حصارلو) är en ort i Iran.   Den ligger i provinsen Västazarbaijan, i den nordvästra delen av landet, 400 km väster om huvudstaden Teheran. Ḩeşārlū ligger 1 942 meter över havet och antalet invånare är 229.
Terrängen runt Ḩeşārlū är kuperad, och sluttar söderut.Runt Ḩeşārlū är det ganska glesbefolkat, med 47 invånare per kvadratkilometer. Närmaste större samhälle är Zāranjī, 19,5 km sydväst om Ḩeşārlū. Trakten runt Ḩeşārlū består i huvudsak av gräsmarker.